# Vestia (woningcorporatie)
Stichting Vestia was ooit de grootste Nederlandse woningcorporatie. Sinds 1 januari 2023 bestaat Vestia niet meer. Wat er toen nog over was van het oude Vestia is opgedeeld in drie nieuwe corporaties: Hef Wonen in Rotterdam, Hof Wonen in Den Haag en Stedelink in Delft-Zoetermeer.
De stichting verhuurde eind 2017 ruim 82.680 verhuureenheden. Dit zijn voornamelijk woningen, maar ook parkeerplaatsen en bedrijfsruimten. Het vastgoedbezit is verspreid over heel Nederland, met het accent op Zuid-Holland.
Stichting Vestia is een instelling, die door de rijksoverheid is erkend als woningcorporatie. De stichting dient daarom uitsluitend werkzaamheden te verrichten in het belang van de volkshuisvesting. De regels en richtlijnen waaraan Vestia zich dient te houden, en de prestaties die moeten worden verricht, zijn wettelijk vastgelegd in de Woningwet, die in 2015 totaal werd herzien.

## Fusies

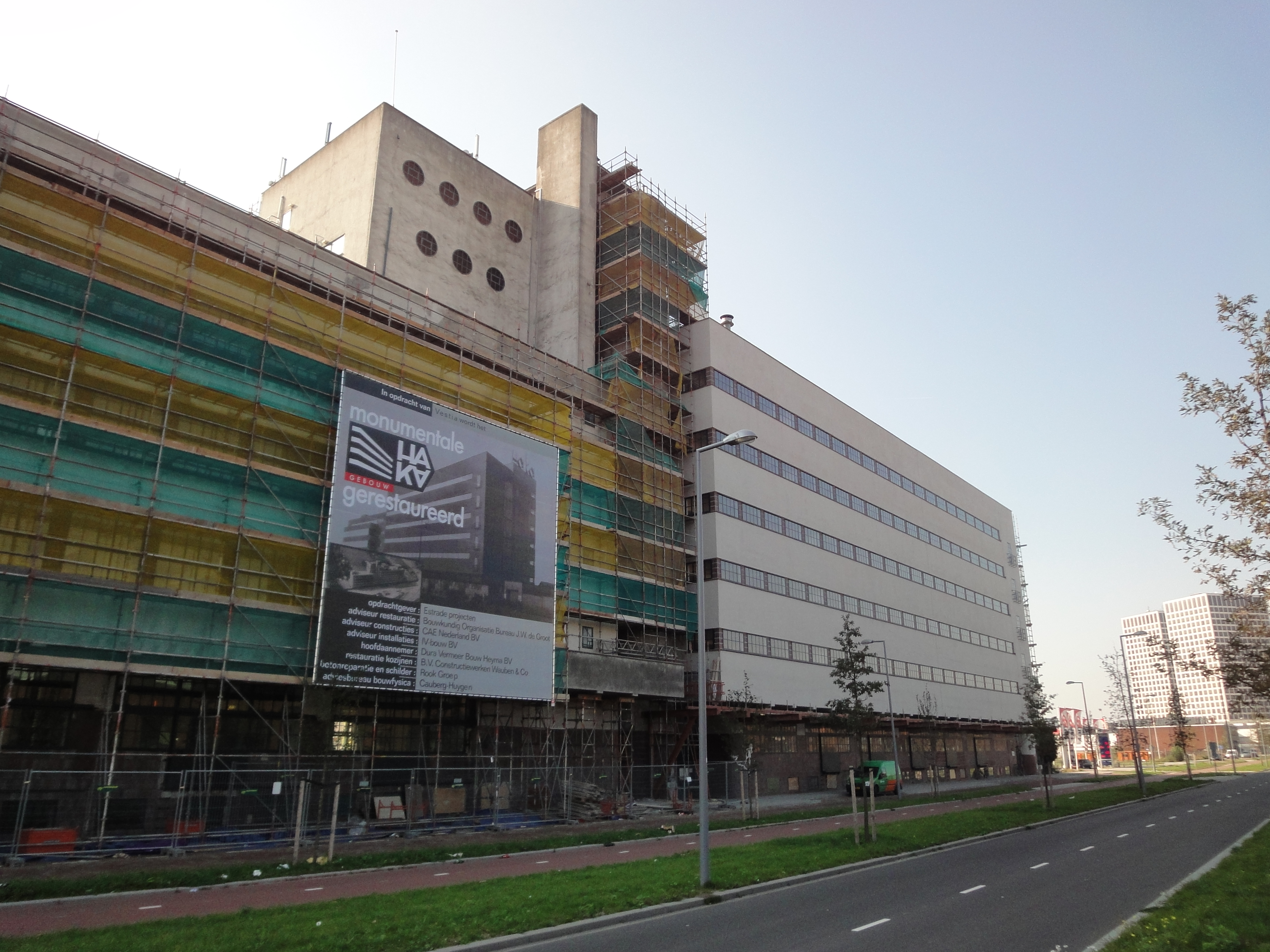
HAKA-gebouw in Rotterdam, verworven en gerenoveerd door Vestia

De woningcorporatiebranche kenmerkt zich al jaren door fusies en schaalvergroting van gemeentelijke woningbedrijven, woningstichtingen en woningbouwverenigingen. De Stichting Vestia Groep ontstond op 1 januari 1999 na een fusie tussen Stichting Vestia en Stichting Woningbedrijf Den Haag:
- Stichting Vestia was de rechtsopvolger van het Delfts gemeentelijk woningbedrijf Centraal Woningbeheer, dat op 1 januari 1990 werd geprivatiseerd in de Stichting Centraal Woningbeheer en op 1 juli 1995 werd omgevormd tot Vestia Delft/Zoetermeer, na een fusie met woningbouwvereniging Beter Wonen in Zoetermeer.
- De Stichting Woningbedrijf Den Haag was sinds 1 december 1992 de rechtsopvolger van het Gemeentelijk Woningbedrijf Den Haag, een verzelfstandiging van deze gemeentelijke dienst waarmee de gemeente Den Haag afstand deed van alle 21.000 gemeentewoningen.

In de loop van de jaren zijn door fusies en overnames nog een aantal woningcorporaties bij Vestia gevoegd:
- Op 16 augustus 2000 werd de fusie tussen Estrade Wonen, Woongoed Rotterdam en de Vestia Groep bekrachtigd. Daarmee verdubbelde de corporatie ruim in omvang.
- In het voorjaar 2001 voegde woningstichting Naaldwijk zich bij de groep.
- Op 1 december 2001 trad de Stichting Verantwoord Wonen in Nieuwerkerk aan den IJssel toe tot de Vestia Groep, die circa 7500 woningen verhuurde in tientallen gemeenten.
- In oktober 2002 werd de Vestia Groep uitgebreid met Stichting Woningbouw Nootdorp met circa 700 woningen.
- In december 2005 was woningstichting Ons Huis uit Nieuwerkerk aan den IJssel de volgende fusiepartner.
- Op 31 mei 2010 fuseerde Vestia met de Stichting Gereformeerde Bouwcorporatie Bejaardenhuisvesting (SGBB) uit Hoofddorp. Het woningbezit van SGBB bestond uit ruim 6.400 verhuureenheden in 68 gemeenten verspreid over heel Nederland. De vastgoedportefeuille van SGBB bestond grotendeels uit zelfstandige verhuureenheden, primair gericht op senioren en bijna 900 eenheden in verzorgingshuizen.
- Op 1 juni 2011 ging de Rotterdamse studentenhuisvester Stadswonen op in Vestia. Het was daarmee het vijftiende woonbedrijf van de corporatie, met 7.300 wooneenheden en meer dan 32.000 m² bedrijfsruimte. Sinds 2015 is Stadswonen onderdeel van een andere corporatie: Woonstad Rotterdam

## Organisatie
Als gevolg van deze fusiegeschiedenis verhuurt, verkoopt en beheert Vestia woningen in heel Nederland, vooral in het zuidwestelijke deel van de Randstad, met name in en rond Rotterdam, Delft, Zoetermeer en Den Haag. Vestia heeft diverse vestigingen en woonservicepunten in gemeenten en wijken waar de woningcorporatie bezit heeft.
Medio 2013 kreeg Vestia een nieuwe organisatiestructuur waarbij gespecialiseerde vakbedrijven en zelfstandige woonbedrijven plaats hebben moeten maken voor een gecentraliseerde organisatie met vier directies: directie wonen, directie onderhoud & ontwikkeling, directie Vastgoed, en directie bedrijfsvoering & control. Na deze organisatiewijzigingen werd de naam Stichting Vestia Groep op 1 juli 2013  veranderd in Stichting Vestia.

## Overname van SGBB
Opmerkelijk was de fusie met de Stichting Gereformeerde Bouwcorporatie voor Bejaarden in Hoofddorp (SGBB) op 31 mei 2010. SGBB verkeerde sinds 2008 in zware financiële problemen, die de woningcorporatie op eigen kracht niet meer te boven kon komen. Die problemen waren onder meer te wijten aan ondoorzichtige transacties die haar directeur was aangegaan met een, naar later bleek bevriende, projectontwikkelaar. Eind 2009 vroeg SGBB daarom saneringssteun aan bij het Centraal Fonds voor de Volkshuisvesting, die werd toegekend tot een bedrag van 39 miljoen euro. Vestia bleek bereid om SGBB in te lijven. Sindsdien opereert SGBB onder de naam Vestia.
De oud-directeur van SGBB, G van der Z, werd in december 2013 wegens fraude in de zogenaamde Rembrandt-zaak door het Gerechtshof in Arnhem tot 3,5 jaar celstraf veroordeeld. Zijn zuster kreeg 2 jaar cel en de betreffende projectontwikkelaar R. S 2,5 jaar. Volgens het OM hebben de verdachten SGBB voor 50 miljoen euro benadeeld. Het hof spreekt van systematische en professionele oplichting, valsheid in geschrifte en witwassen. In een separate civiele procedure is bepaald dat Van der Z definitief 24,5 miljoen euro moet terugbetalen als voorschot op een schadeclaim van Vestia. IQ Makelaars in Amsterdam en projectontwikkelaar AZ Wonen werden door de rechtbank Amsterdam veroordeeld om 20 miljoen euro terug te betalen aan Vestia, de rechtsopvolger van SGBB. Dat vonnis werd door het Gerechtshof te Amsterdam bevestigd. Vestia legde bovendien een schadeclaim neer bij Reina K., de ex-vrouw van de projectontwikkelaar. De woningcorporatie mocht de verworven grondposities in deze fraudezaak behouden.

## Vestia-affaire
Vestia kwam in de loop van 2011 zelf in de problemen omdat zij niet meer over genoeg liquiditeiten beschikte om extra onderpand te storten wegens de negatieve marktwaarde van een uit de hand gelopen derivatenportefeuille. Deze bleek begin 2012 een gigantische omvang te hebben: tegenover ruim 6 miljard euro aan uitstaande leningen stonden derivatencontracten van 23 miljard euro, met een netto nominale waarde van 9,9 miljard euro. Volgens Vestia was de overmaat aan derivaten alvast om toekomstige leningen af te dekken, zodat men zekerheid had dat men in de toekomst voor een lage rente die nieuwe leningen kon afsluiten. In totaal had Vestia meer dan vierhonderd renteverzekeringen lopen bij 13 verschillende banken in binnen- en buitenland, vooral bij Fortis (later overgenomen door ABN Amro) en Deutsche Bank. Slechts een deel was op dat moment bedrijfseconomisch noodzakelijk. De meeste derivaten bleken om speculatieve redenen te zijn afgesloten door de kasbeheerder van Vestia, Marcel de Vries, die hiervoor miljoenen euro's aan afsluitprovisies kreeg van de banken. Het enorme risico van derivaten in het geval dat de rente verder zou dalen, leek door niemand bij Vestia onderkend. Van topbestuurder Erik Staal en financieel directeur Kees Wevers had de kasbeheerder de vrije hand gekregen om naar eigen inzicht derivatencontracten af te sluiten. Nadat de affaire aan het licht kwam, startte het Openbaar Ministerie een strafrechtelijk onderzoek, deed huiszoekingen bij de hoofdrolspelers en nam de kasbeheerder enige tijd in voorlopige hechtenis. Vestia kwam in grote financiële problemen en dreigde andere woningcorporaties zelfs mee te sleuren in zijn val.

## Bestuur
De affaire leidde tot het vertrek van topman Erik Staal bij Vestia en de vervanging van leden van de raad van commissarissen. Eerst verving de raad van commissarissen van Vestia op 1 februari 2012 Erik Staal door twee interim-bestuurders: Gerard Erents als bestuursvoorzitter en verantwoordelijke voor de financiële zaken en Jacques Thielen, die de portefeuille volkshuisvesting ging beheren. Daarna traden op 1 maart 2012 ook twee leden van de raad van commissarissen af, Nico Dijkhuizen en Siwart Kolthek. Zij werden opgevolgd door Henk Raué en Heino Teschmacher. Volgens Vestia hadden deze twee commissarissen meer verstand van financiën dan hun voorgangers. Op 1 juli 2013 werden de interim-bestuurders Thielen en Erents opgevolgd door Arjan Schakenbos en Willy de Mooij.
Bij de afwikkeling van het vertrek van Staal bleek dat Vestia hem een bedrag van 3,5 miljoen euro moest uitkeren, vanwege schriftelijke afspraken die tussen de raad van commissarissen en Staal waren gemaakt over zijn pensioenrechten. De nieuwe bestuurders gaven kort na hun aanstelling opdracht tot een onderzoek door forensische accountants vanwege twijfel over de rechtmatigheid van deze afspraken, en om uit te zoeken of er economische en financiële delicten waren gepleegd bij Vestia. Op 3 september 2014 velde de Rotterdamse rechtbank het eindoordeel dat Erik Staal recht had op deze pensioenuitkering, op grond van toezeggingen uit 2010 van de raad van commissarissen.

## Sanering

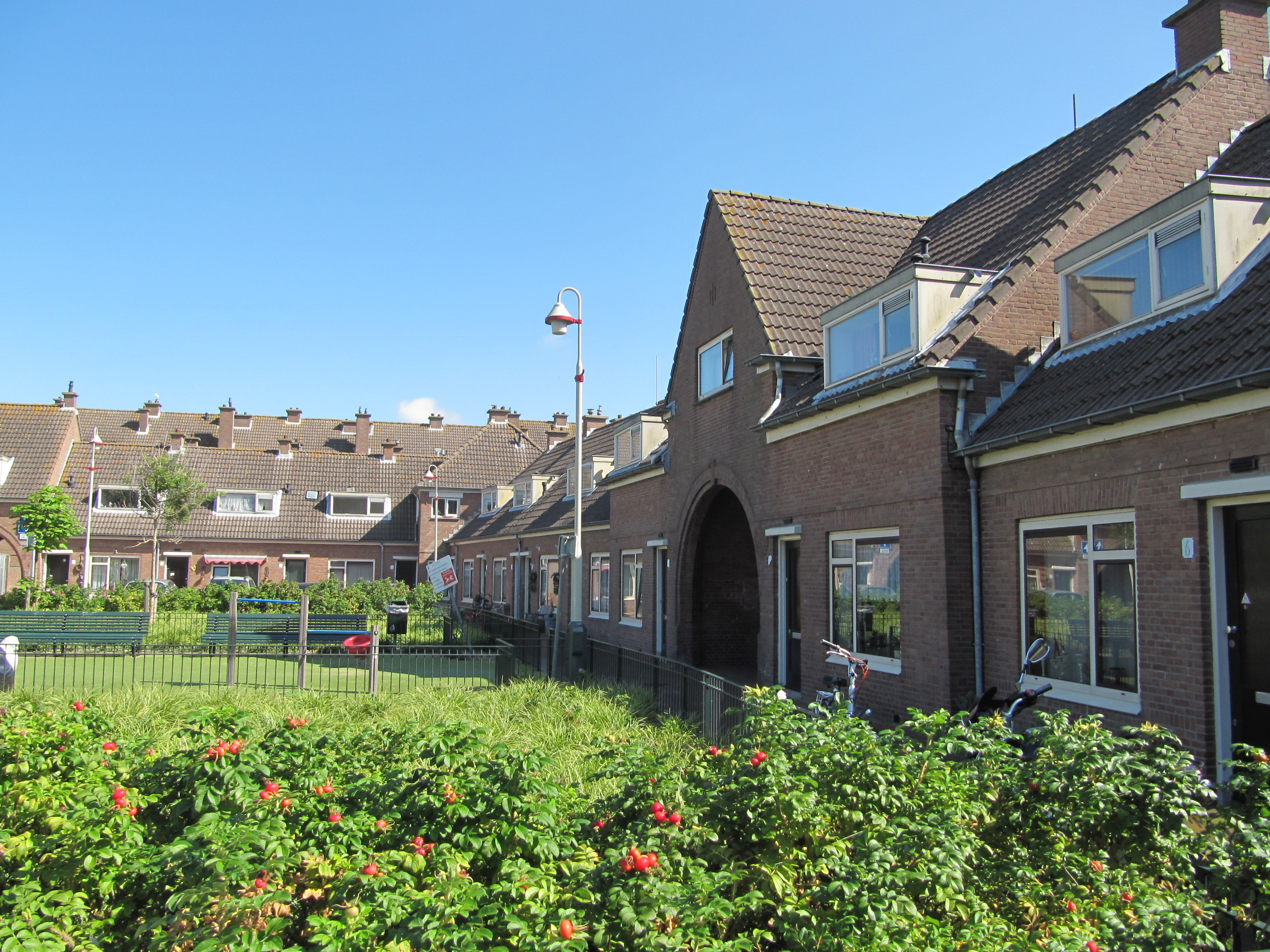
Monumentaal bezit van Vestia in Den Haag

Onder leiding van een nieuwe raad van commissarissen en nieuwe managers startte een grote operatie om een ineenstorting van Vestia af te wenden. Hierbij waren het ministerie van Binnenlandse Zaken, het Centraal Fonds voor de Volkshuisvesting en het Waarborgfonds Sociale Woningbouw nauw betrokken. Er kwam in het voorjaar van 2012 een verbeterplan, waarin veel investeringen in stadsvernieuwing voorlopig op de lange baan werden geschoven. Alle nieuwbouwplannen en ook grootschalige renovatieplannen werden acuut stopgezet. Ook voorzag het plan in de versnelde verkoop van duizenden woningen. Inkrimping van het personeelsbestand bleek onvermijdelijk.
Om het ineenstorten van Vestia definitief af te wenden, werden medio juni 2012 de derivaatcontracten met tien banken voor een bedrag van ruim € 2 miljard afgekocht. Een deel van dit bedrag, te weten € 674 miljoen, werd als lening ter beschikking gesteld door het voormalige Centraal Fonds voor de Volkshuisvesting. Hiervoor legde het CFV een saneringsheffing op aan alle andere Nederlandse woningcorporaties.

## Jaren nodig voor herstel

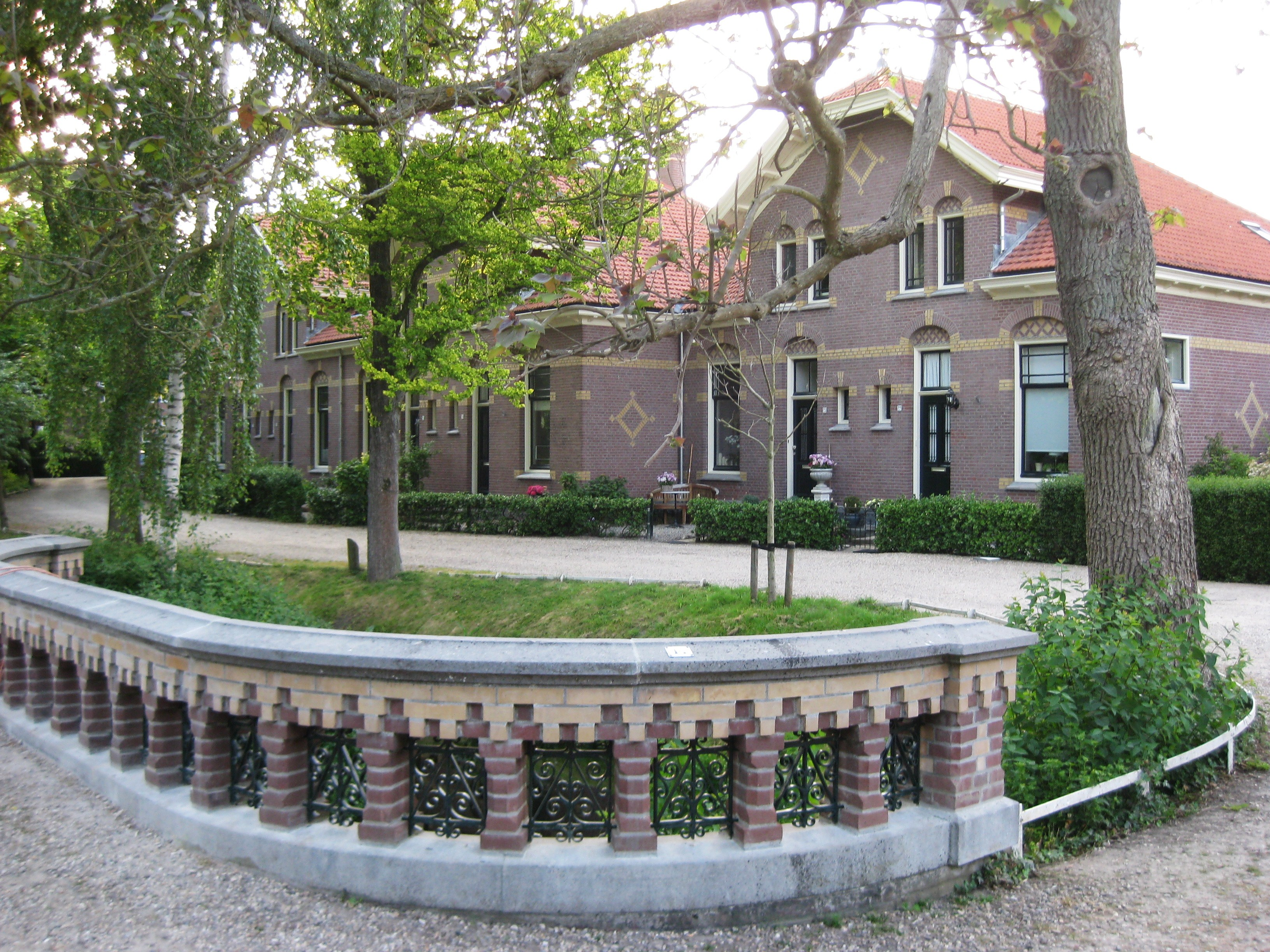
Snouck van Loosenpark Enkhuizen, sociale woningbouw van Vestia dankzij een erfenis van een weldoener

Voor het financieel weer gezond maken van Vestia is bij deze saneringsoperatie meer dan tien jaar nodig. Op de staatskas of op de achtervang van gemeenten is bij de saneringsoperatie nooit een beroep gedaan, op honderden collega-woningcorporaties des te meer. Zij zijn verplicht om gezamenlijk minimaal € 674 miljoen plus rente uit hun huuropbrengsten (omgerekend ruim 280 euro per sociale huurwoning) af te staan voor de redding van Vestia, gespreid over 10 jaar. In het hele land moesten daardoor onderhoudsplannen en investeringsplannen voor renovatie en nieuwbouw van volkshuisvesting naar beneden worden bijgesteld. De externe toezichthouder van de overheid, Autoriteit Woningcorporaties (de opvolger van het Centraal Fonds voor de Volkshuisvesting), stelde destijds dat in 2018 kan blijken dat een tweede saneringsbijdrage van collega-corporaties nodig is, indien tegen die tijd de rentestand langere tijd 3% of lager zal bedragen.

## Versnelde verkoop onroerend goed

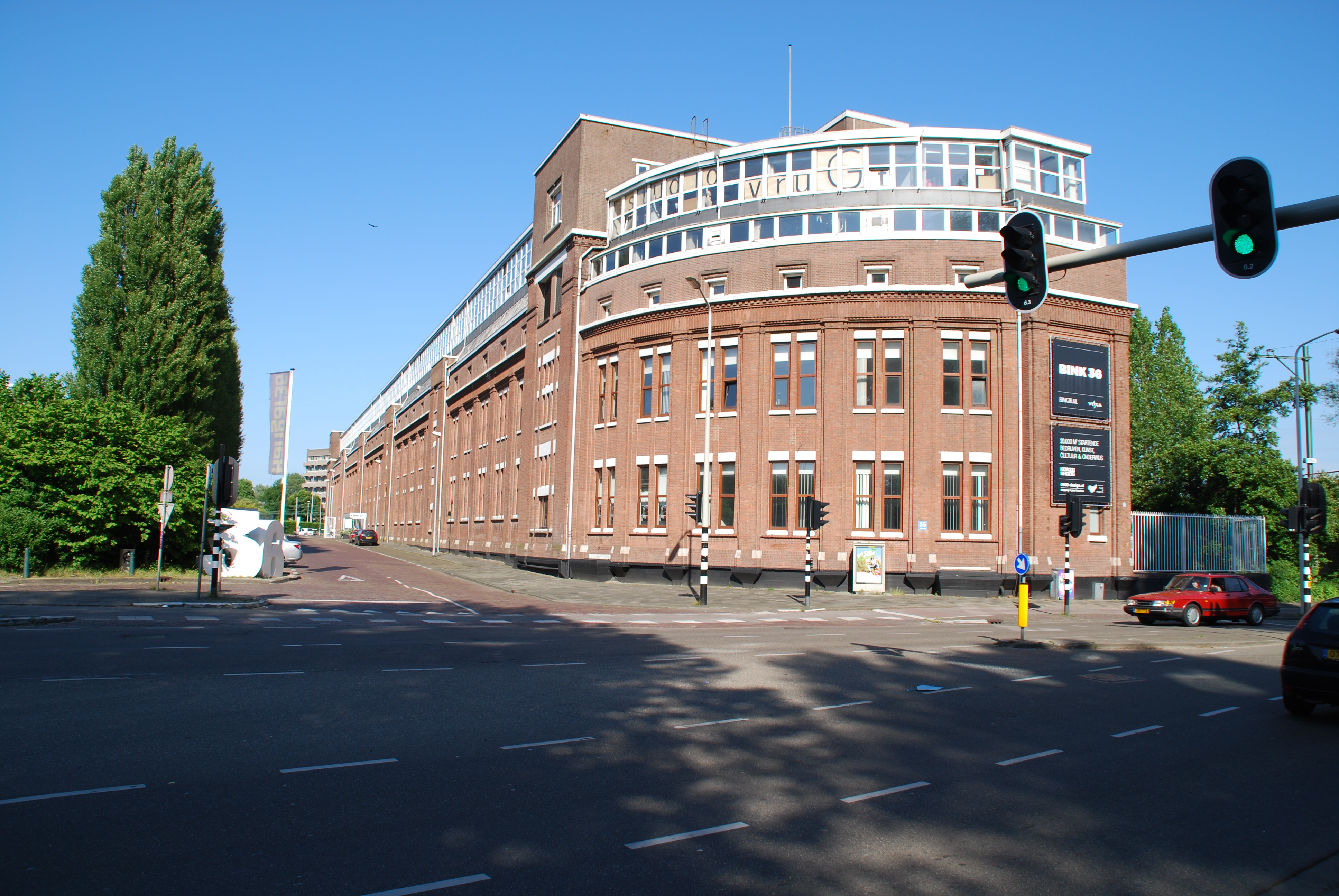
BINK36 aan de Binckhorstlaan in Den Haag, in 2008 gekocht door Vestia en in april 2015 weer verkocht

Het aantal woningen en ander vastgoed dat Vestia de komende jaren moet verkopen om weer financieel gezond te worden, hangt af van de rentestand in de komende jaren. Hoe lager de rentestand, des te onverstandiger is de verkoop van onroerend goed, omdat vroegtijdige aflossing van oude leningen dan te duur wordt en met de verkoop van onroerend goed ook toekomstige huurinkomsten van de hand worden gedaan. Medio 2014 was het voornemen om tot 2022 ruim 30.000 eenheden te verkopen om de financiële positie te verbeteren. Woningen van Vestia worden zowel per stuk verkocht aan particulieren als in grote delen aan andere woningcorporaties en professionele vastgoedpartijen. In de tweede helft van 2012 waren al bijna 700 woningen aan zittende huurders verkocht. De eerste woningen die Vestia in 2012 verkocht aan een andere woningcorporatie, was een aantal van vijftien woningen in Nieuw-Lekkerland aan Woningbouwvereniging Nieuw-Lekkerland. Begin 2013 volgden 876 Haagse studentenwoningen, die werden verkocht aan DUWO. Eerder werd al de verkoop aangekondigd van 1422 bestaande en in aanbouw zijnde studentenwoningen en 97 parkeerplaatsen van Vestia Rotterdam Stadswonen aan Stichting Studenten Huisvesting (SSH). In juni 2013 verkocht Vestia 1250 woningen in Pijnacker-Nootdorp aan corporatie Rondom Wonen. Daarna werden 5500 woningen verkocht aan een Duitse investeerder.  In februari 2015 werden bijna 500 woningen in Scheveningen en Naaldwijk overgedragen aan woningcorporatie Arcade. Nog eens 7000 wooneenheden uit Vestia's dochter Stadswonen, hoofdzakelijk voor studentenhuisvesting, gingen in april 2015 over naar woningcorporatie Woonstad. De teller stond in augustus 2015 op 20.000 verkochte woningen sinds de start van het herstelplan.
Door deze verkopen is Vestia niet langer Nederlands grootste woningcorporatie. Die positie werd overgenomen door woningcorporatie Ymere, actief in de regio Amsterdam.

## Nieuwe affaire
Op uitvoerend niveau maakten twee vastgoedbeheerders van Vestia zich tussen 2015 en 2018 schuldig aan het aannemen van steekpenningen voor het gunnen van lucratieve onderhoudscontracten aan bedrijven in de regio. Opnieuw werd het aan het "infuus" liggende bedrijf voor 2,5 miljoen euro benadeeld door eigen leidinggevenden. Zij werden veroordeeld tot gevangenisstraffen van 2,5 resp. 1 jaar.

## Duurzaam herstel in 2021 zal niet lukken
In het jaarverslag 2017 maakte Vestia bekend grote stappen te hebben gemaakt op weg naar duurzaam financieel herstel, maar door de lage rentestand moest de woningcorporatie pas op de plaats maken. Grootschalige aflossingen bij de lage rentestand zijn veel te kostbaar, dus stelde men nieuwe verkopen van woningen uit. Het oorspronkelijke doel om eind 2021 − tien jaar na het derivatendebacle − weer volledig financieel gezond te zijn, is daarmee buiten beeld geraakt. In het jaarverslag 2017 concludeert Vestia dat dit geheel op eigen kracht niet haalbaar is. Een nieuw beroep op collega-corporaties wil men echter voorkomen. Daarom wordt in 2018 samen met collega-corporaties, de sector, gemeenten, de provincie Zuid-Holland, het WSW, de Autoriteit Woningcorporaties en het ministerie van BZK onderzocht wat betere oplossingsmogelijkheden kunnen zijn.

## Sloopplannen
In Rotterdam wil Vestia woningen slopen die volgens kenners en bewoners nog goed genoeg zijn, om ze te vervangen door huizen voor mensen met een hoger inkomen. De bestaande bewoners moeten dan maar naar een andere plaats verhuizen. Enkele weigeraars hebben gelijk gekregen van de rechter, maar Vestia ziet dit slechts als uitstel en is in hoger beroep gegaan.

## Participatie
Huurdersraad Vestia zet zich in voor de gezamenlijke belangen van alle Vestiahuurders, adviseert de Raad van Bestuur van Vestia en onderhandelt over de prestatieafspraken met gemeenten en Vestia.

## Trivia

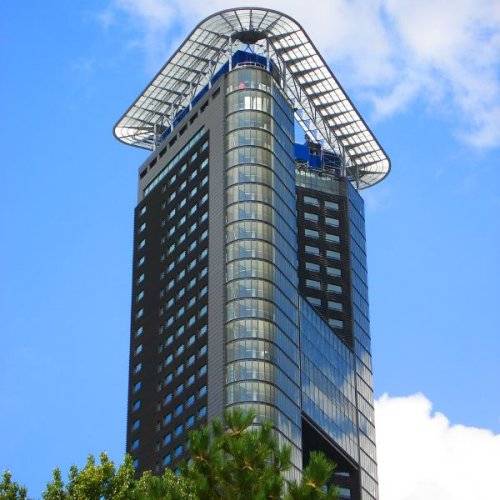
Het Strijkijzer in Den Haag

- De naam Vestia is waarschijnlijk geïnspireerd door termen uit de Griekse mythologie. Vesta is de Romeinse godin van het haardvuur, van de huiselijke haard en (vandaar afgeleid) ook van de eendracht en de veiligheid in de staat. Zij werd achteraf vereenzelvigd met de Griekse godin Hestia (Ἑστία).
- Een van de markantste projecten van Vestia is Het Strijkijzer, een torenflat in Den Haag aan het Rijswijkseplein met 42 verdiepingen en een hoogte van 132 meter.